# Mogens Haastrup
Mogens Haastrup (født 28. juni 1939) er en dansk tidligere fodboldspiller, der spillede for Svendborg fB og B 1909 i Denmark. Han var topscorer i Danmarks bedste fodboldrække i 1963. Han spillede to gange for Danmarks fodboldlandshold med et mål til følge.